# Fannie Thomas
Francis „Fannie“ Leora Thomas (* 14. April 1867 in Denver, Hancock County, Illinois; † 22. Januar 1981 in Los Angeles, Kalifornien) war eine US-amerikanische Altersrekordlerin. Sie war vom 15. November 1980 bis zum 13. Mai 1985 für 4 Jahre und 179 Tage der älteste Mensch aller Zeiten.

## Biografie
Thomas wurde 1867 als eines von vier Kindern in Illinois geboren. In ihren Dreißigern arbeitete sie in einem Schreibwarenladen, später verkaufte sie Hüte, war im Immobiliengeschäft tätig und bewirtschaftete gleichzeitig eine Obstfarm in Idaho. 1920 bis 1927 wohnte sie mit ihrer Schwester Marietta in Los Angeles, dort blieb sie bis zu ihrem Tod wohnhaft.
Sie starb 68 Tage später im Alter von 113 Jahren und 283 Tagen an einer Lungenentzündung. Thomas sagte, das Geheimnis für ihre Langlebigkeit sei, dreimal am Tag Apfelmus zu essen und nicht zu heiraten. An ihrem 113. Geburtstag erklärte sie, sie verstehe die ganze Aufregung darum, dass sie die älteste lebende Person der Welt sei, nicht.
Auch Thomas’ Geschwister lebten außergewöhnlich lang. Ihre älteste Schwester Marietta wurde 101 und ihre andere ältere Schwester Lucy 102 Jahre alt. Ihr einziger Bruder William starb im Alter von 91 Jahren.

## Altersrekord
Seit dem Tod der Französin Marie-Virginie Duhem am 25. April 1978 galt Fannie Thomas als älteste (verifizierte) lebende Person der Welt. Am 15. November 1980 übertraf sie das Alter von 113 Jahren und 214 Tagen der bis dahin ältesten vollständig verifizierten Person aller Zeiten, Delina Filkins, aus dem Jahr 1928 und wurde somit selbst zum ältesten Menschen, der jemals lebte. 
Ihr Altersrekord sowie die 114-Jahre-Marke wurden am 14. Mai 1985 und 3. August 1985 von der Deutschamerikanerin Augusta Holtz übertroffen.
Thomas’ Geburtstag wurde 2002 von der Gerontology Research Group als 14. April 1867 endgültig verifiziert. Thomas selbst hatte ihn stets als 24. April 1867, also zehn Tage später, angegeben. Obwohl sie 1985 noch Platz 1 belegt hatte, fiel sie 2012 aus der Liste der 100 ältesten Menschen heraus.